# Kajászó
Kajászó je vas na Madžarskem, ki upravno spada pod podregijo Ercsi Županije Fejér.